# Circuit du Ventoux
Le Circuit du Ventoux, ou Circuit du Mont Ventoux, est une course cycliste française, organisée de 1935 à 1953 autour du Mont Ventoux dans le Vaucluse.
Quatre éditions se sont déroulées avec des étapes :
- 3 étapes en 1939[2].

1. Orange-Carpentras, 150 km, remportée par Dante Rubiola.
2. Carpentras-Malaucène, 83 km, remportée par René Vietto.
3. Malaucène-Orange, 130 km, remportée par Antoine Dignef.

- 3 étapes en 1941[3].

1. Orange-Carpentras, 150 km, remportée par Joseph Magnani.
2. Carpentras-Malaucène, 75 km, remportée par Fermo Camellini.
3. Malaucène-Orange, 150 km, remportée par Dominique Zanti.

- 4 étapes en 1942[4].

1. Orange-Alès, 156 km, remportée par Bruno Carini.
2. Alès-Carpentras, 207 km, remportée par Lucien Teisseire.
3. Carpentras-Malaucène, 78 km, remportée par Dante Gianello.
4. Malaucène-Orange, 132 km, remportée par Antoine Giauna

- 2 étapes en 1948[5].

1. Daniel Orts pour la première.
2. Abdel-Kader Zaaf pour la seconde.

## Palmarès
| Année | Vainqueur            | Deuxième            | Troisième         |
| ----- | -------------------- | ------------------- | ----------------- |
| 1935  | Alfred Weck          | Ettore Molinaro     | Massimo Ongaro    |
| 1936  | Massimo Ongaro       | Gaspard Rinaldi     | Dante Gianello    |
| 1937  | Fabien Galateau      | Nello Troggi        | Enrico Mollo      |
| 1938  | Dante Gianello       | Edoardo Molinar     | Décimo Bettini    |
| 1939  | Fermo Camellini      | Agostino Bettini    | Antoine Dignef    |
| 1941  | Fermo Camellini      | Celestino Camilla   | Eugenio Galliussi |
| 1942  | Eugenio Galliussi    | Antonio Prior       | Lucien Teisseire  |
| 1943  | Pierre Brambilla     | Albert van Schendel | Fabien Galateau   |
| 1947  | Édouard Fachleitner  | Giuseppe Tacca      | Apo Lazaridès     |
| 1948  | Daniel Orts          | Paul Néri           | Roger Rondeaux    |
| 1951  | Édouard Pamboukdjian | Jean Dotto          | René Genin        |
| 1952  | Pierre Polo          | René Genin          | Michel Llorca     |
| 1953  | Pierre Molinéris     | Siro Bianchi        | Jean Hobjanian    |